# Christophe Capelle
Christophe Capelle (Compiègne, 15 agosto 1967) è un ex pistard e ciclista su strada francese, professionista dal 1991 al 2002.
Ha partecipato a due edizioni dei Giochi olimpici, nel 1996 ad Atlanta e nel 2000 a Sydney, vincendo la medaglia d'oro nell'inseguimento a squadre nel 1996 in quartetto con Philippe Ermenault, Jean-Michel Monin e Francis Moreau. Su strada si è invece aggiudicato una tappa alla Parigi-Nizza 1998 e il titolo nazionale in linea nel 2000.

## Palmarès

### Pista
- 1996

Giochi olimpici, Inseguimento a squadre (con Philippe Ermenault, Jean-Michel Monin e Francis Moreau)

### Strada
- 1989 (Dilettanti)

Circuit des Vins du Blayais
- 1990 (Dilettanti)

Classifica generale Hessen-Rundfahrt
Ronde de l'Oise
- 1991 (Z-Peugeot, una vittoria)

1ª tappa Tour Méditerranéen (Carcassonne > Béziers)
- 1995 (Gan, due vittorie)

3ª tappa Circuit de la Sarthe (Mamers > Arnage)
4ª tappa Tour du Limousin (Lubersac > Limoges)
- 1996 (Force Sud, due vittorie)

1ª tappa Critérium International (Gaillac > Gaillac)
2ª tappa, 1ª semitappa Tour de l'Oise
- 1998 (Cofidis, due vittorie)

8ª tappa Parigi-Nizza (Nizza > Nizza)
Prix du Calvaire
- 2000 (BigMat-Auber 93, una vittoria)

Campionati francesi, Prova in linea

#### Altri successi
- 1992

Criterium di Amiens
- 1996

Criterium di Léves
- 2000

Bordeaux-Caudéran (criterium)
Criterium di Dun-le-Palestel
Criterium di Château-Chinon (Ville)
- 2001

Criterium di Amiens

## Piazzamenti

### Grandi Giri
- Giro d'Italia

1991: ritirato
1992: 106º
1993: ritirato
- Tour de France

1993: 115º
1994: ritirato (14ª tappa)
1995: fuori tempo (15ª tappa)
1996: ritirato (6ª tappa)
1999: 115º
2001: 123º
- Vuelta a España

1998: ritirato

### Competizioni mondiali
- Giochi olimpici

Atlanta 1996 - Inseguimento a squadre: vincitore
Sydney 2000 - In linea: ritirato
Sydney 2000 - Corsa a punti: 19º
Sydney 2000 - Americana: 10º